# Elgar von Randow

Elgar von Randow

Elgar von Randow (* 14. Februar 1904 in Spandau; † 3. Februar 1977 in Hamburg) war ein deutscher Diplomat und Verfasser von lyrischen Gedichten.

## Leben

Elgar von Randow war der älteste Sohn von Alfred von Randow und Ada, geborene Freiin von Dalwig. Die Jugend verbrachte er in Berlin und Neu-Galow, dem Gut seines Großvaters Elgar von Dalwigk. In Berlin besuchte er das Askanische Gymnasium und danach in Schwedt an der Oder das Hohenzollern-Gymnasium. Nach dem Abitur (1921) studierte er Jura in Marburg an der Lahn, Freiburg im Breisgau und Greifswald. Nach dem Referendarexamen 1925 trat er am 19. Juli 1926 in das Auswärtige Amt ein. Zum 10. Juni 1925 war er der NSDAP beigetreten, allerdings schon zum 31. Januar 1926 ausgetreten.
Im Jahre 1930 wurde er als Attaché an die Deutsche Gesandtschaft in Peking versetzt. Dies war der Beginn einer lebenslangen diplomatischen Karriere in Asien, die nur durch kurze Dienstzeiten in Deutschland und das Ende des Zweiten Weltkriegs unterbrochen werden sollte. Am 15. September 1933 wurde er an das Generalkonsulat nach Shanghai versetzt, wo er zunächst Vizekonsul, später Konsul war. Zum 1. November 1935 trat er wieder der NSDAP bei (Mitgliedsnummer 3.500.129). Zwei Monate nach dem Beginn des Zweiten Weltkriegs wurde er nach Berlin zurückberufen und vom 29. November 1939 bis zum 11. März 1941 als 2. Verbindungsreferent des AA beim Luftwaffenführungsstab in Bornstedt bei Potsdam eingesetzt. Für seine Tätigkeit dort erhielt er das Kriegsverdienstkreuz 2. Klasse mit Schwertern. Danach wurde er als Gesandtschaftsrat 2. Klasse an eine neu geschaffene Botschaftsdienststelle Shanghai für die Propagandaarbeit berufen. Die Ausreise erfolgte am 22. April 1941, zwei Monate vor dem deutschen Angriff  auf die Sowjetunion, mit der Transsibirischen Eisenbahn über Wladiwostok. Nach Neuorganisation der deutschen Auslandsbehörden im Frühjahr 1942 wurde Randow stellvertretender Dienststellenleiter und politischer Referent in Shanghai. Diese Stellung bekleidete er bis zum europäischen Kriegsende.

### Nachkriegszeit
Am 18. Oktober 1945 wurden die Deutschen in Shanghai von den chinesischen Behörden Chiang Kai-sheks im Lager Kiangwan bei Shanghai interniert. Am 16. April 1946 wurden Randow und 26 andere Deutsche den amerikanischen Armeebehörden in Shanghai übergeben, die sie vor einer vom Kommandierenden General des Hauptquartiers Nanjing einberufenen Militärkommission im so genannten „Ehrhardt-Prozess“ unter anderem der illegalen Fortführung „militärischer Aktivitäten gegen die USA und ihre Alliierten“ nach der Deutschen Kapitulation anklagten. Die schriftliche Anklage erfolgte am 1. August 1946, und der Prozess dauerte für Randow und fünf weitere Angeklagte bis zum 13. November 1946.  Dann erklärte das Gericht noch vor der Stellungnahme der Verteidigung, das vorgelegte Beweismaterial reiche nicht aus, die Anklage, dass Botschafter Ernst Woermann und die Botschaftsangehörigen die Agententätigkeit der Gruppe Ehrhardt geführt hätten,  zu stützen und befand sie als „nicht schuldig“. Lothar Eisenträger dagegen wurde zu lebenslanger Haft verurteilt, zwanzig weitere Agenten zu langjährigen Freiheitsstrafen. Die Zeit bis zur Repatriierung nach Deutschland verbrachte Randow trotz des Freispruchs im Gefängnis in Shanghai, und auch nach dem Rücktransport nach Deutschland musste er noch bis zum 21. Juli 1947 – als mutmaßlicher Kriegsverbrecher – im Internierungslager Dachau bleiben, wurde dann ohne Auflagen entlassen, während Botschafter Woermann im Wilhelmstraßen-Prozess zu fünf Jahren Haft verurteilt wurde. Über seine Entnazifizierung liegt keine Erkenntnis vor.
Danach ging er nach Solingen, wo er als kaufmännischer Angestellter in der Schneidwarenfirma seines Schwiegervaters, Friedrich Herder Abr. Sohn GmbH (Markenzeichen Pik As), arbeitete, bis er nach der Wiedereinrichtung eines deutschen Auswärtigen Dienstes wieder in diesen übernommen und unter Ernennung zum Botschaftsrat 1. Klasse 1953 an die Botschaft Jakarta, Indonesien, versetzt wurde. Im November 1957 ging er als Gesandter an die Botschaft Rangun im damaligen Birma.
1961 wurde er zurück nach Bonn berufen und dort Leiter der Zentralen Austauschstelle für den Kulturaustausch mit der Sowjetunion. Im September 1964 wurde er Generalkonsul in Kalkutta in Indien, seinem letzten Posten. Im November 1968 erhielt er das Große Bundesverdienstkreuz, und im Februar 1969 wurde er pensioniert. Danach war er noch bis 1975 Geschäftsführendes Vorstandsmitglied der Deutschen Gesellschaft für Ostasienkunde in Hamburg.

### Vier Ehen
Elgar von Randow war viermal verheiratet und hatte fünf Söhne, zwei aus erster Ehe, zwei aus zweiter und einen aus der dritten.
- 1927–1935 Erika Stolte (* 5. Februar 1904, † 20. Dezember 1986)
  - Olof (* 1928), Wirtschaftsjournalist, Auslandskorrespondent, Redakteur bei dpa
  - Bär (* 1931, † 25. August 2017), Bratschist, Intendant des Siegerland-Orchesters, Abteilungsleiter im WDR
- 1935–1945 Ilse Henneberg (* 12. Juni 1901, † 18. Oktober 1998).
  - Rabe (* 1936, † 6. März 2021), Professor der Mathematik
  - Tyl (* 1937), Architekt
- 1945–1957 Alexandra Bick (* 26. Januar 1916, † 14. Oktober 2007), die Sekretärin des später bekannten Journalisten Klaus Mehnert
  - Rainer (* 1946), Diplomökonom, kaufmännischer Angestellter
- 1957–1976 Franziska Angeli (* 9. Dezember 1920, † 9. September 1976)

## Werke
Elgar von Randow schrieb zeit seines Lebens Gedichte, doch blieben die meisten unveröffentlicht. In Shanghai wurden drei kleine Lyrikbände von einem deutschen Verlag veröffentlicht:
- Wolken und Kristalle. Max Nössler & Co., Shanghai (China) 1943.
- Götter und Menschen. Max Nössler & Co., Shanghai (China) 1943.
- Licht und Schatten. Max Nössler & Co., Shanghai (China) 1944.